# Camel (fiume)

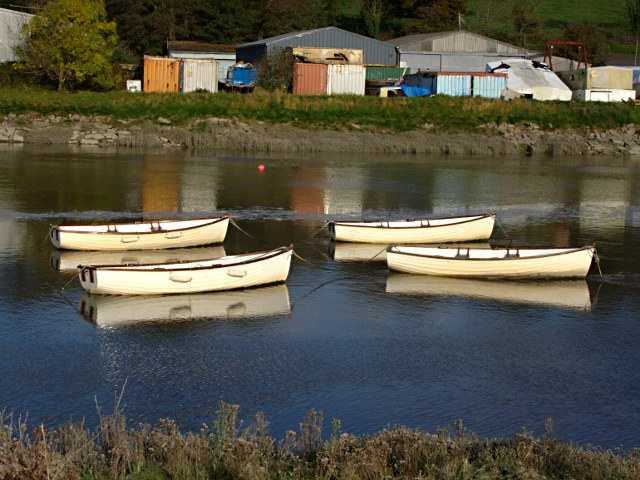
Barche lungo il fiume Camel

Il Camel (in lingua cornica anche Kammel) è un fiume dell'Inghilterra sud-occidentale, che scorre per 48 km nella contea della Cornovaglia e, più precisamente, nella Cornovaglia settentrionale: nasce nello Hendraburnick Down, nella Brughiera di Bodmin (Bodmin Moor), e sfocia nel Mare Celtico (Oceano Atlantico), presso la Baia di Padstow.

Il suo principale affluente e l'Allen (da non confondere con l'omonimo fiume della Cornovaglia, affluente del Truro). Altri suoi affluenti sono il Ruthern e il De Lank.

## Etimologia
Il nome Camel deriva da una parola cornica che significa "l'incurvato", per via della curva che forma nel suo tragitto.

## Fauna
Il fiume Camel è ricco di salmoni e trote.